# Horná Ves, Prievidza
Horná Ves este o comună slovacă, aflată în districtul Prievidza din regiunea Trenčín. Localitatea se află la altitudinea de 318 m deasupra n.m., se întinde pe o suprafață de 18,57 km2 și în 2017 număra 1.452 de locuitori.

## Istoric
Localitatea Horná Ves este atestată documentar din 1293.

## Demografie
| An:                | 1994 | 2004   | 2014    | 2024    |
| ------------------ | ---- | ------ | ------- | ------- |
| Număr de persoane: | 1097 | 1073   | 1467    | 1090    |
| Diferență:         |      | −2,18% | +36,71% | −25,69% |

| An:                | 2023 | 2024   |
| ------------------ | ---- | ------ |
| Număr de persoane: | 1083 | 1090   |
| Diferență:         |      | +0,64% |